# Lasiopetalum rotundifolium
Lasiopetalum rotundifolium är en malvaväxtart som beskrevs av Paust. Lasiopetalum rotundifolium ingår i släktet Lasiopetalum och familjen malvaväxter. Inga underarter finns listade i Catalogue of Life.